# Rondache

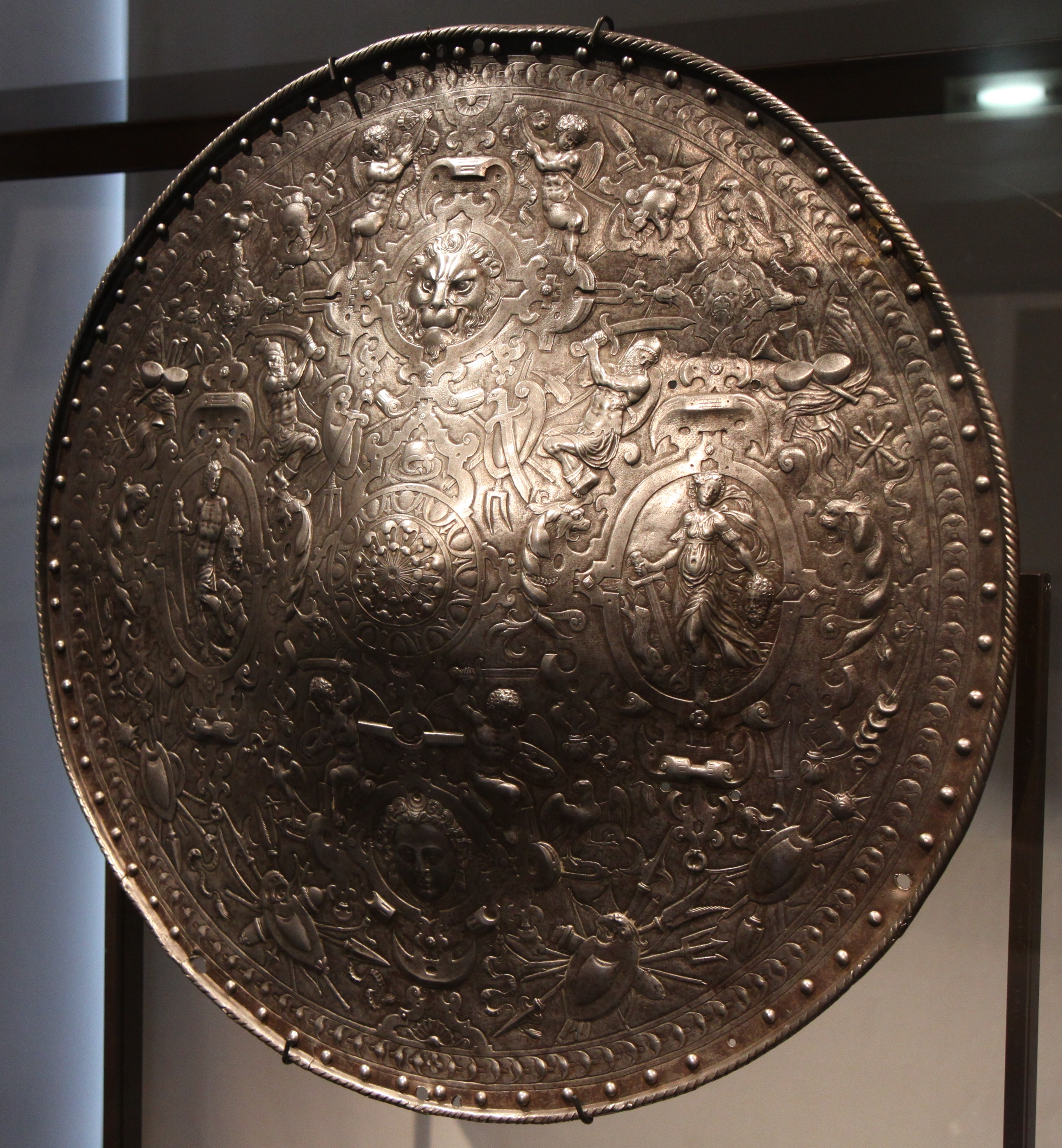
Rondache, Anvers, vers 1550-1560.

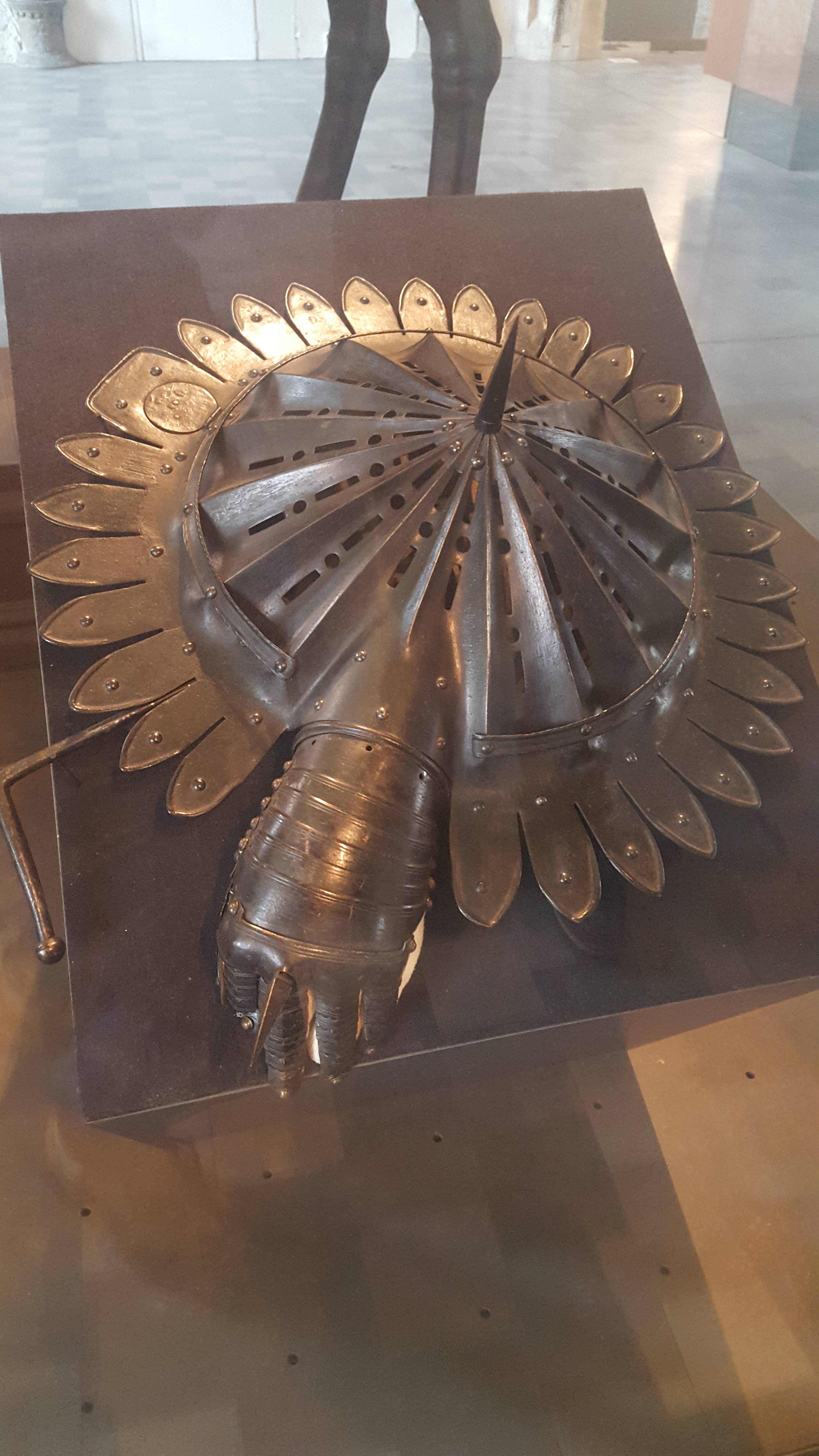
Rondache exposée au musée de la porte de Hal (Bruxelles).

Une rondache ou rouelle est un bouclier de forme circulaire et généralement de taille moyenne.  
Elle est utilisée dans les combats rapprochés, ou corps à corps, comme moyen de protection et d'intimidation. Elle est souvent associée à l'épée courte. La rondache est petite, légère et peu encombrante pour l'attaque, ce qui lui donne toute sa qualité lors des combats.

## Description
Sa forme ronde laisse libre cours au mouvement de l'arme et dévie facilement les coups, et peut facilement être utilisée pour repousser l'ennemi en corps à corps.
Elle fut souvent utilisée par les Sarrasins de Saladin (1137-1193) contre les croisés, pendant les guerres saintes et par les Perses, car moins gênante pour l'utilisation de l'arc, surtout à cheval. Elle est répandue parmi les fantassins du nord de l'Italie au XVe siècle.
Les boucliers circulaires de l'époque carolingienne étaient habituellement faits de bois léger recouvert de parchemin et de lames de métal sur l'orle (renfort métallique protégeant le bord d’un bouclier de bois) et sur la face externe bombée, avec umbo (pointe, cône, calotte faisant saillie au milieu d’un bouclier) au centre. Cet umbo était fixé par des pattes et des rivets, et généralement de fer, tandis que les revêtements, ainsi que l'orle, sont faits de feuilles de laiton très minces, repoussées légèrement et clouées.
Vers la fin du XIe siècle et le commencement du XIIe siècle, les rouelles sont habituellement garnies d'un orle riche avec ou sans umbo. La rouelle mesure 50 cm de diamètre. La petite rouelle à laquelle on donne plus tard le nom de rondache, semble n'avoir été en usage que pour combattre à pied. Son diamètre n'est plus guère alors que de 30 cm. Elle est faite de cuir bouilli ou de fer. Elle possède quelquefois un coupe-lame destiné à coincer et à briser la lame de l'adversaire.